# Индоокеанский малоглазый групер

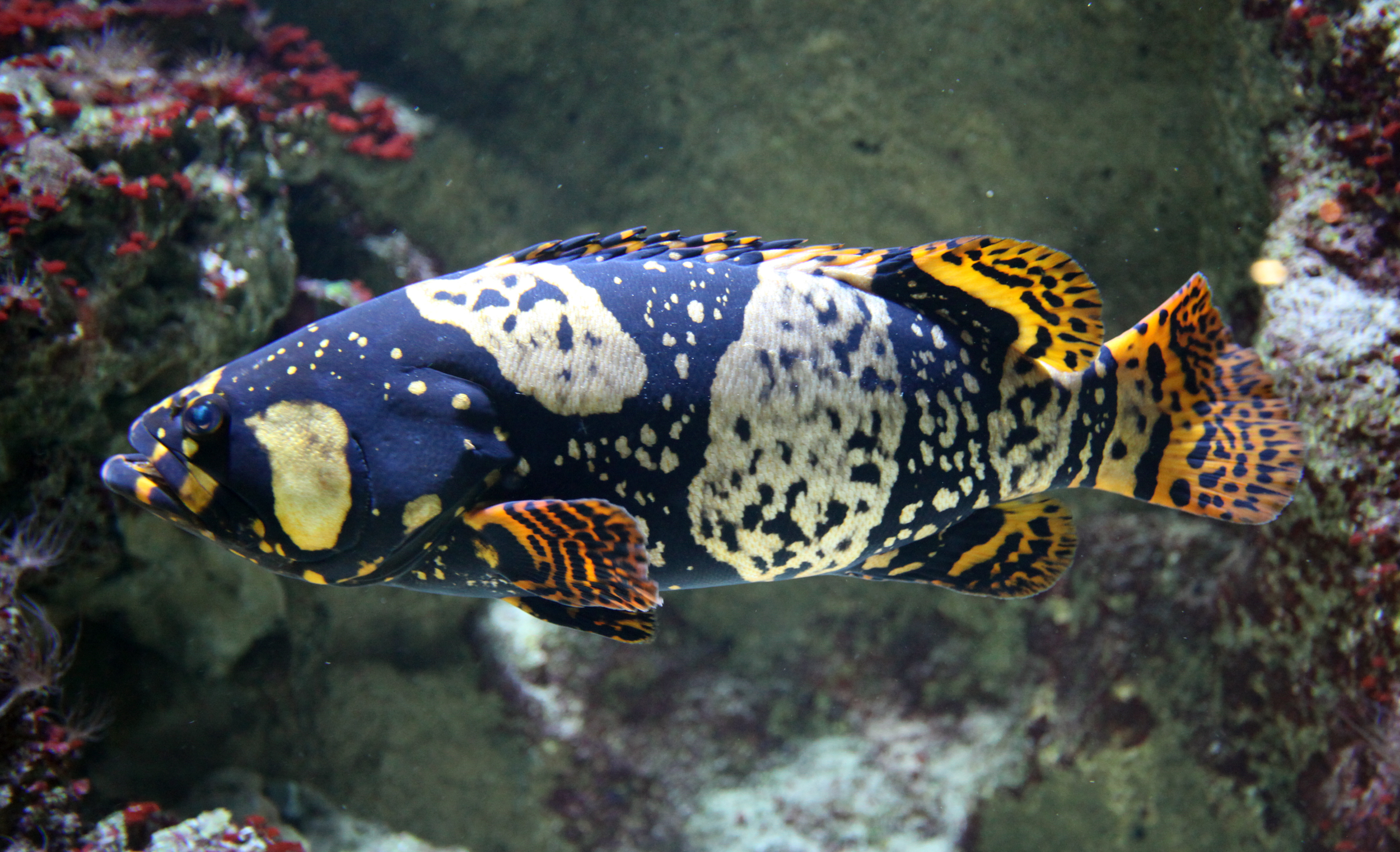
Молодая особь

Индоокеанский малоглазый групер (лат. Epinephelus lanceolatus), иногда называемый также каменным окунем, — самая крупная рыба в семействе каменные окуни (Serranidae). По размерам с ней может сравниться только ещё один представитель рода — тигровый малоглазый групер.

## Описание
Максимальная длина тела 270 см, масса тела до 400 кг.
Тело мощное. Высота тела укладывается 2,4—3,4 раза в длину рыбы, а толщина тела всего в 1,5—1,75 раза меньше высоты. Длина крупной головы в 2,2—2,7 раза меньше длины тела. Глаза небольшие, их диаметр в 6—14 раз меньше длины головы. Верхняя челюсть заходит за вертикаль края глаза. На нижней челюсти от 2—3 (у молоди) до 15—16 (у взрослых особей) латеральных рядов зубов. У молоди 8—10 жаберных тычинок на верхней части дуги и 14—17 жаберных тычинок на нижней части; у взрослых особей жаберные тычинки редуцируются. Длинный спинной плавник с 11 жёсткими колючими лучами и 14—16 мягкими лучами. Анальный плавник с 3 жёсткими и 8 мягкими лучами. Хвостовой плавник закруглённый. Боковая линия с 54—62 чешуйками.
Окраска меняется в течение жизненного цикла. Тело молоди жёлтого цвета с тремя широкими тёмными полосами. Первая прерывистая полоса тянется от основания спинного плавника к брюху, заходит на грудь и голову. Вторая начинается от основания мягкой части спинного плавника и тянется до основания анального плавника. Третья полоса расположена у основания хвостового плавника. У особей длиной от 20 до 50 см на тёмном теле разбросаны белые или жёлтые участки, плавники с хаотичными чёрными точками. Взрослые особи длиной от 80 до 150 см окрашены в тёмно-коричневый цвет с неясными пятнами на теле, плавники с многочисленными мелкими чёрными точками. Тело крупных особей (длиной от 160 до 230 см) тёмно-коричневое, плавники более тёмные.

## Ареал
Наиболее широко распространённый представитель рода груперы. В Индийском океане встречается от Красного моря вдоль побережья Африки до залива Алгоа (ЮАР), а также у Мадагаскара, полуостровов Индостан и Индокитай и у отдельных океанических островов; отсутствует в Персидском заливе. В Тихом океане распространён от юга Японии до Нового Южного Уэльса (Австралия) и в центральной части Тихого океана на восток до Гавайских островов и островов Питкэрн. Единичные находки у Южной Австралии.

## Биология
Обитают в прибрежье на глубине до 100 м, но обычно на ме́ньших глубинах. Обычно в расщелинах скал, пещерах в коралловых рифах, возле больших камней и у затонувших кораблей. Молодь и взрослые особи отмечены в эстуариях. Ведут одиночный образ жизни. Груперы активно защищают свою территорию и могут нанести серьёзные травмы человеку.

### Питание
Хищник, обычно подстерегает свою жертву в засаде: расщелине скалы, среди камней, в зарослях водорослей или кораллов. Предпочитаемым пищевым объектом являются лангусты. Питается также крабами, различными рыбами, включая мелких акул и скатов, а также молодыми морскими черепахами. Ротовой аппарат приспособлен для энергичного всасывания, с потоком воды в рот попадает и добыча, которую групер заглатывает целиком.

### Размножение
Как и остальные представители рода, индоокеанский малоглазый групер является последовательным протогиническим гермафродитом. В начале жизненного цикла все особи представлены исключительно самками, и только часть взрослых рыб меняет пол и становится самцами.
Оплодотворение наружное. Икра и личинки пелагические.

## Хозяйственное значение
Вследствие низкой численности не является объектом специализированного промысла. Попадается в виде прилова при ярусном промысле. Международный союз охраны природы присвоил данному виду статус «Недостаточно данных».
Популярный объект подводной охоты с гарпуном или подводным ружьём.
В некоторых странах начато воспроизводство в искусственных условиях.

## В литературе
Филипп Кусто в книге «Чтобы не было в море тайн» так писал о групере:
Груперы выглядят очень грозно, от них буквально веет грубой силой. Маленькие глаза всегда насторожены, и мне доводилось видеть, как их обладатель с места развивает страшную скорость.

## Интересные факты
Первая рыба, которая прошла курс химиотерапии, был малоглазый групер по имени Бубба в Аквариуме Шэдда (Чикаго).

## Галерея

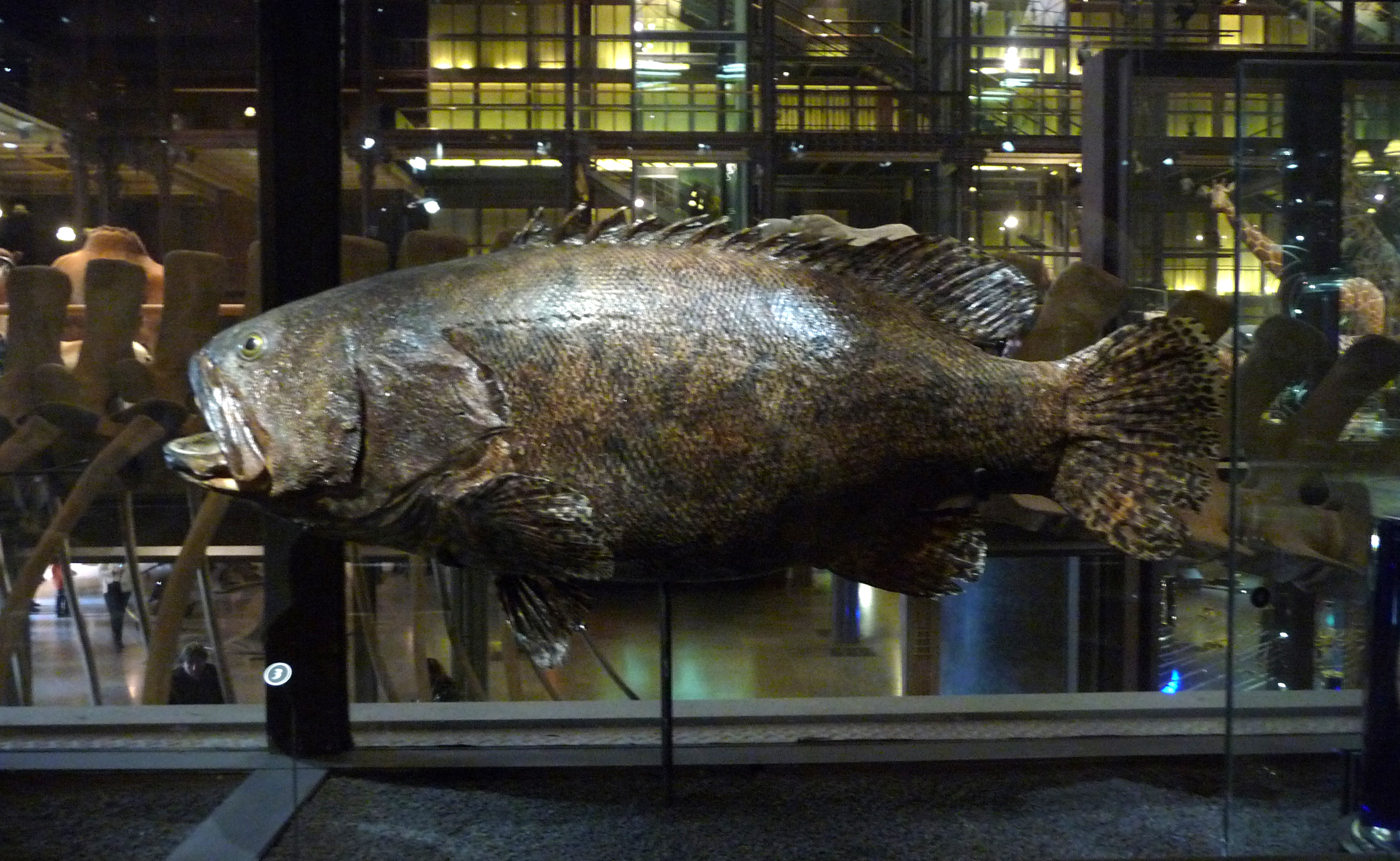
Чучело малоглазого групера
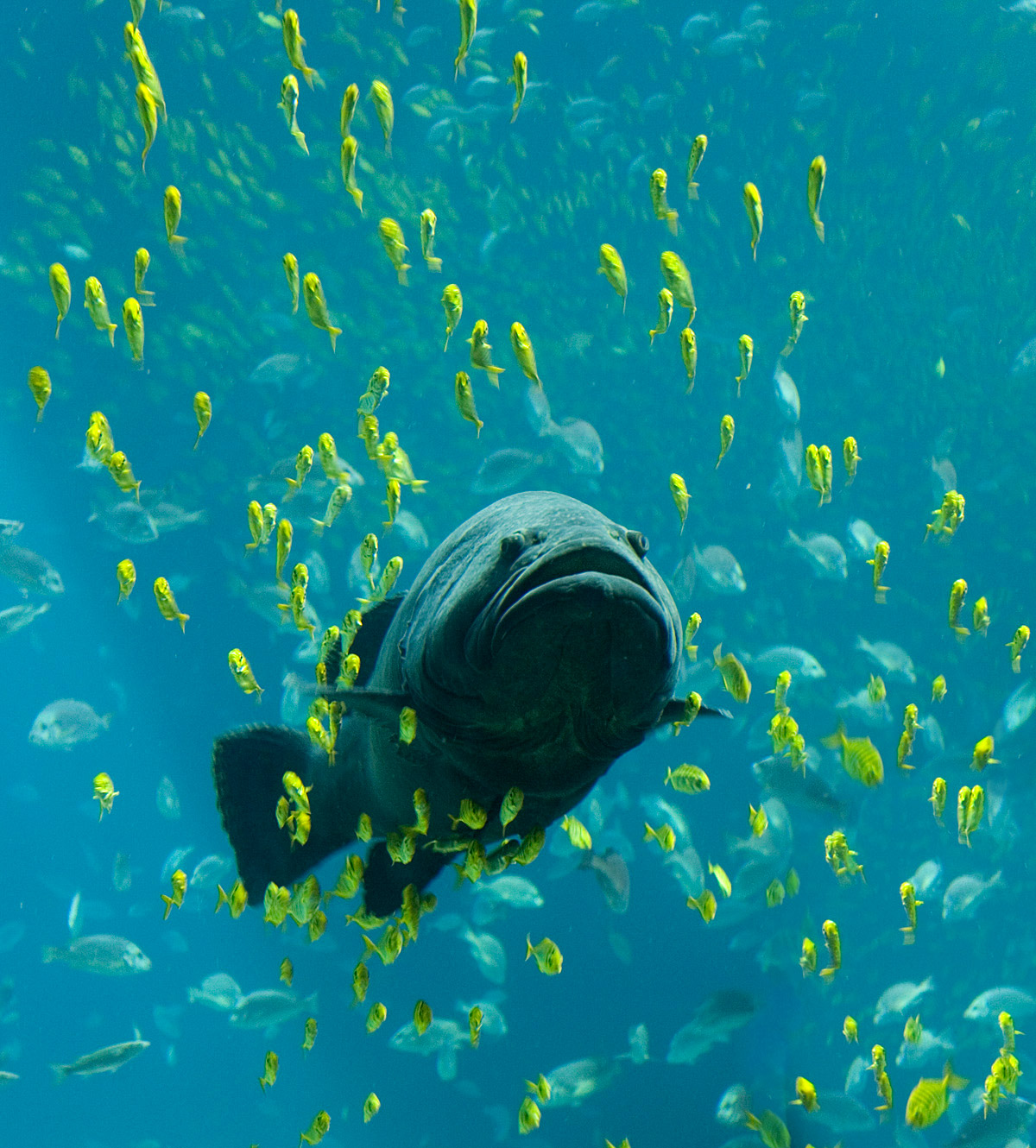
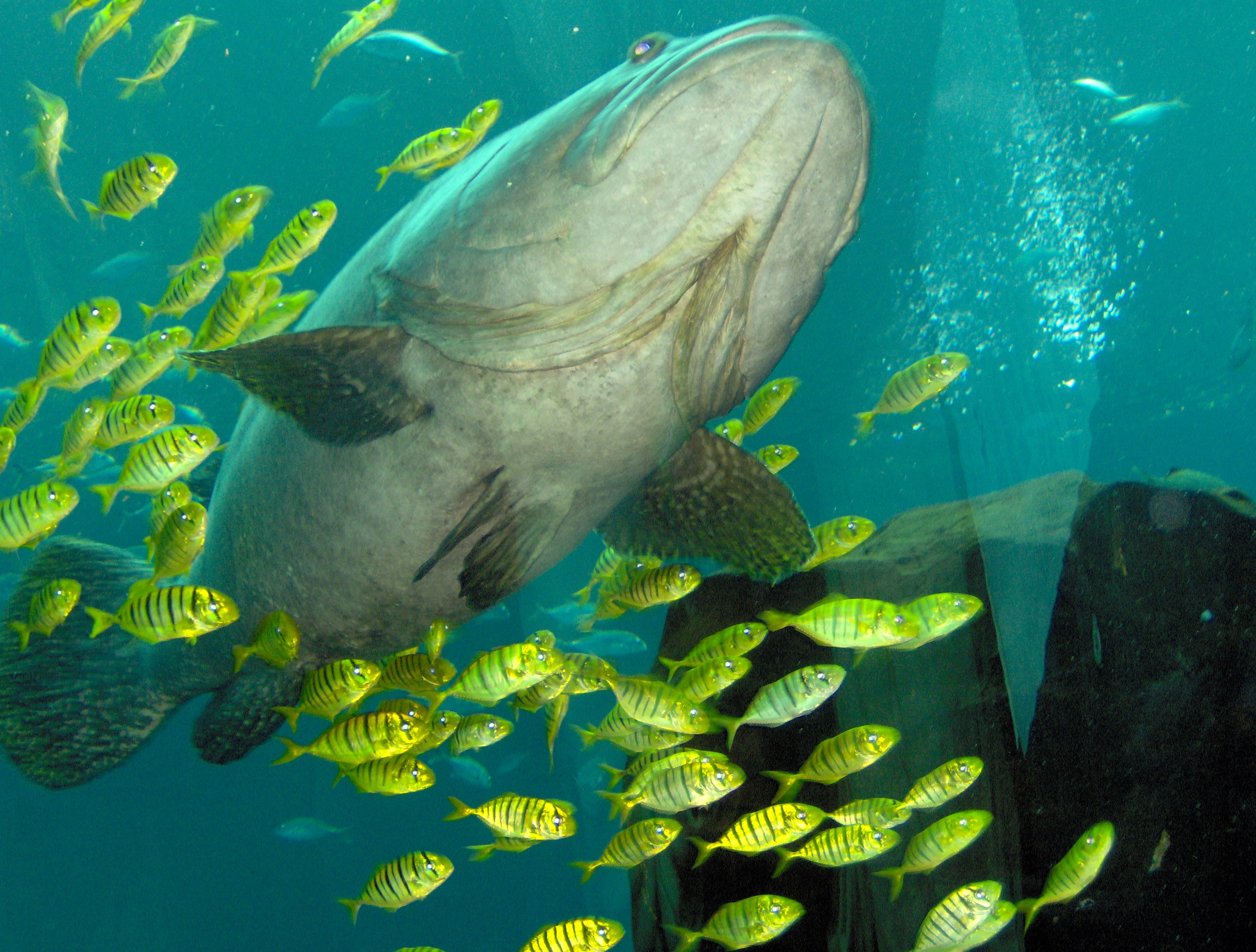
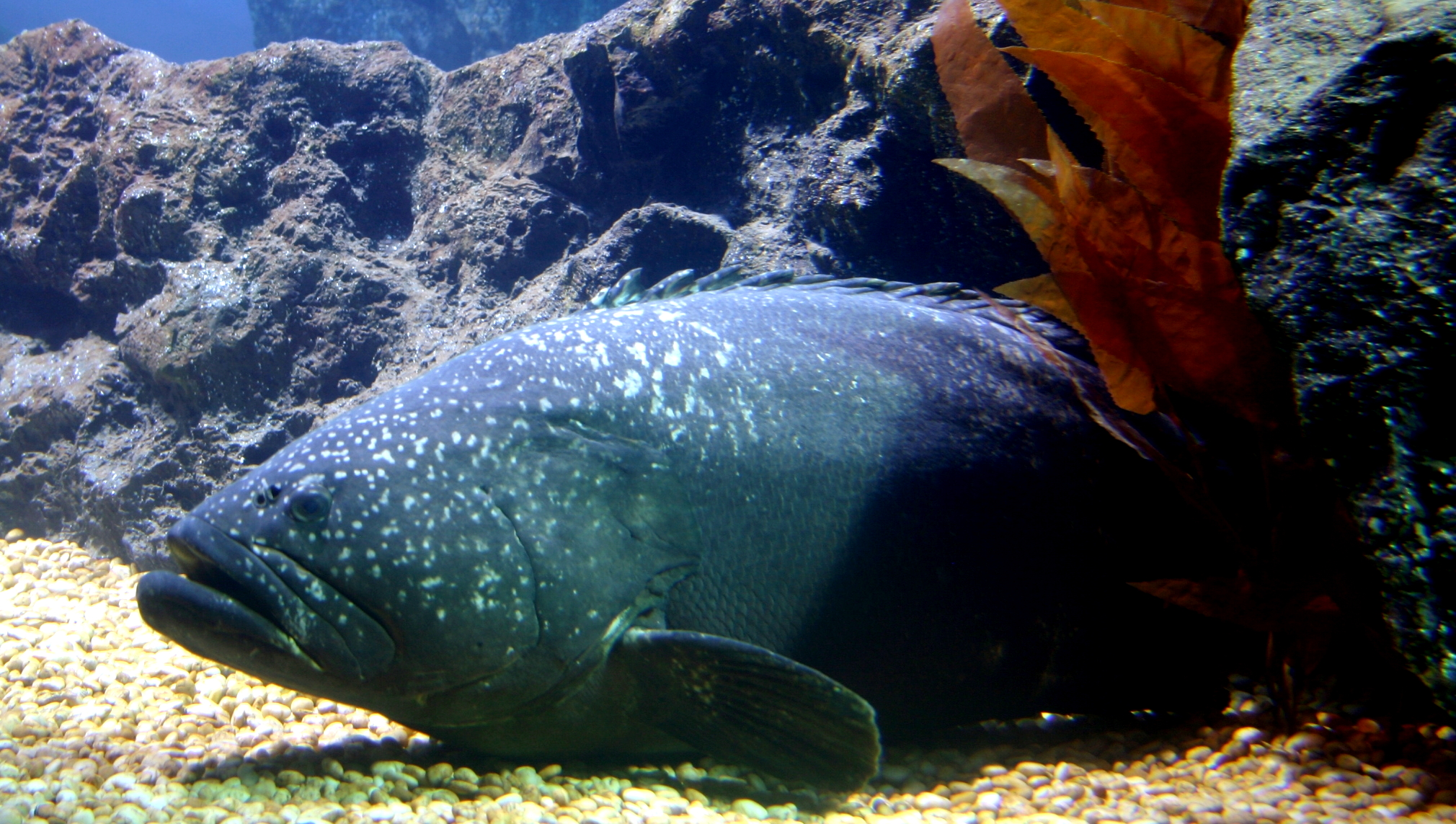